# Babanco
Babanco, pseudonimo di Elvis Manuel Monteiro Macedo (Praia, 27 luglio 1985), è un ex calciatore capoverdiano, di ruolo centrocampista.

## Caratteristiche tecniche
Gioca come terzino sinistro.

## Carriera

### Club
Ha giocato 2 partite nei preliminari di Europa League.

### Nazionale
Ha partecipato alla Coppa d'Africa del 2013 e 2015.